# Neue Nationalgalerie
Neue Nationalgalerie (dosł. niem. Nowa Galeria Narodowa) – muzeum poświęcone sztuce XX stulecia położone w Berlinie przy Kulturforum. Spektakularny, obszernie przeszklony budynek muzeum został zaprojektowany przez niemieckiego architekta Ludwiga Miesa van der Rohe i jest uznawany za przykład modernizmu.

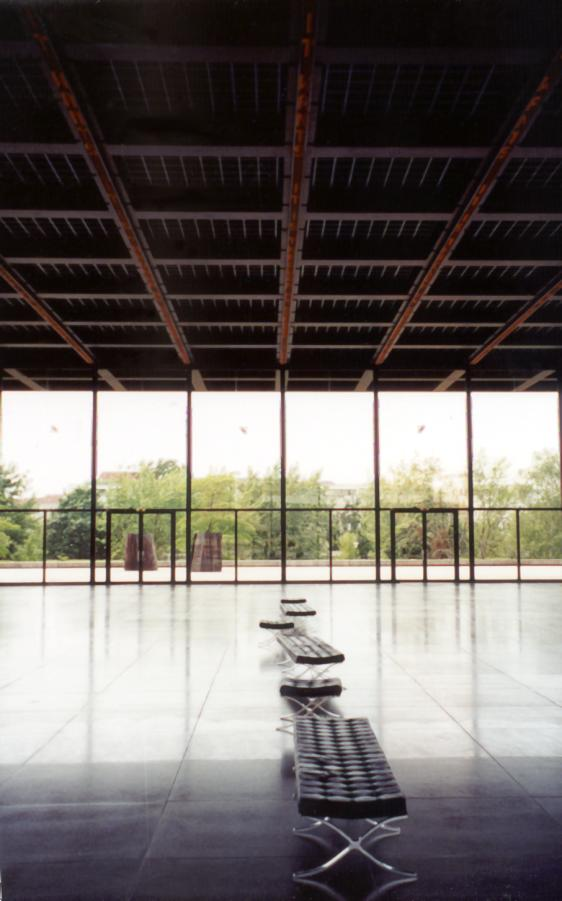
Wnętrze górnej hali umeblowane jest meblami z serii Barcelona

Neue Nationalgalerie jest jedynym budynkiem wzniesionym przez Miesa van der Rohe na terenie Niemiec po II wojnie światowej. W 1962, będąc w wieku 76 lat, otrzymał on w trybie bezpośrednim zlecenie budowy muzeum w Berlinie. Budynek został ukończony w 1968, rok przed śmiercią architekta. Nowa Galeria Narodowa była pierwszym muzeum zlokalizowanym przy nowym Kulturforum, położonym kilkaset metrów na zachód od placu Poczdamskiego. W pobliżu galerii znajdują się zbudowane przez Hansa Scharouna Biblioteka Państwowa oraz Filharmonia.
Budynek muzeum jest najpełniejszą realizacją rozwijanej przez wiele lat przez Miesa van der Rohe idei przestrzeni uniwersalnej. Budynek ma formę płaskiego stalowego kasetonowego zadaszenia zbudowanego na planie kwadratu o boku 64,8 m, którego wewnętrzna część otoczona jest szklaną ścianą kurtynową, położoną 7,2 m od krawędzi dachu i tworzy główną górną halę muzeum. Stalowy dach wspiera się w położonych na jego krawędziach ośmiu słupach posiadających przekrój w kształcie równoramiennego krzyża. Po dwa słupy przypadające na każdą krawędź dachu odsunięte są od narożników kwadratu tak, że przeszklona hala tworzy wielką otwartą przestrzeń, uporządkowaną jedynie dwoma blokami instalacyjnymi oraz biegami schodów prowadzącymi na dolny poziom muzeum. Hala spoczywa na granitowym postumencie o wymiarach rzutu 105/110 m, położonym na brzegu Landwehrkanal, przy skrzyżowaniu z Potsdamer Straße. Właściwa przestrzeń wystawowa mieści się w kondygnacji cokołu, której większa część nie posiada naturalnego oświetlenia. Po zachodniej, przeciwnej do głównej ulicy stronie cokołu dolna kondygnacja otwiera się obszernym przeszkleniem na otoczony murem ogród, przeznaczony na ekspozycję rzeźb.

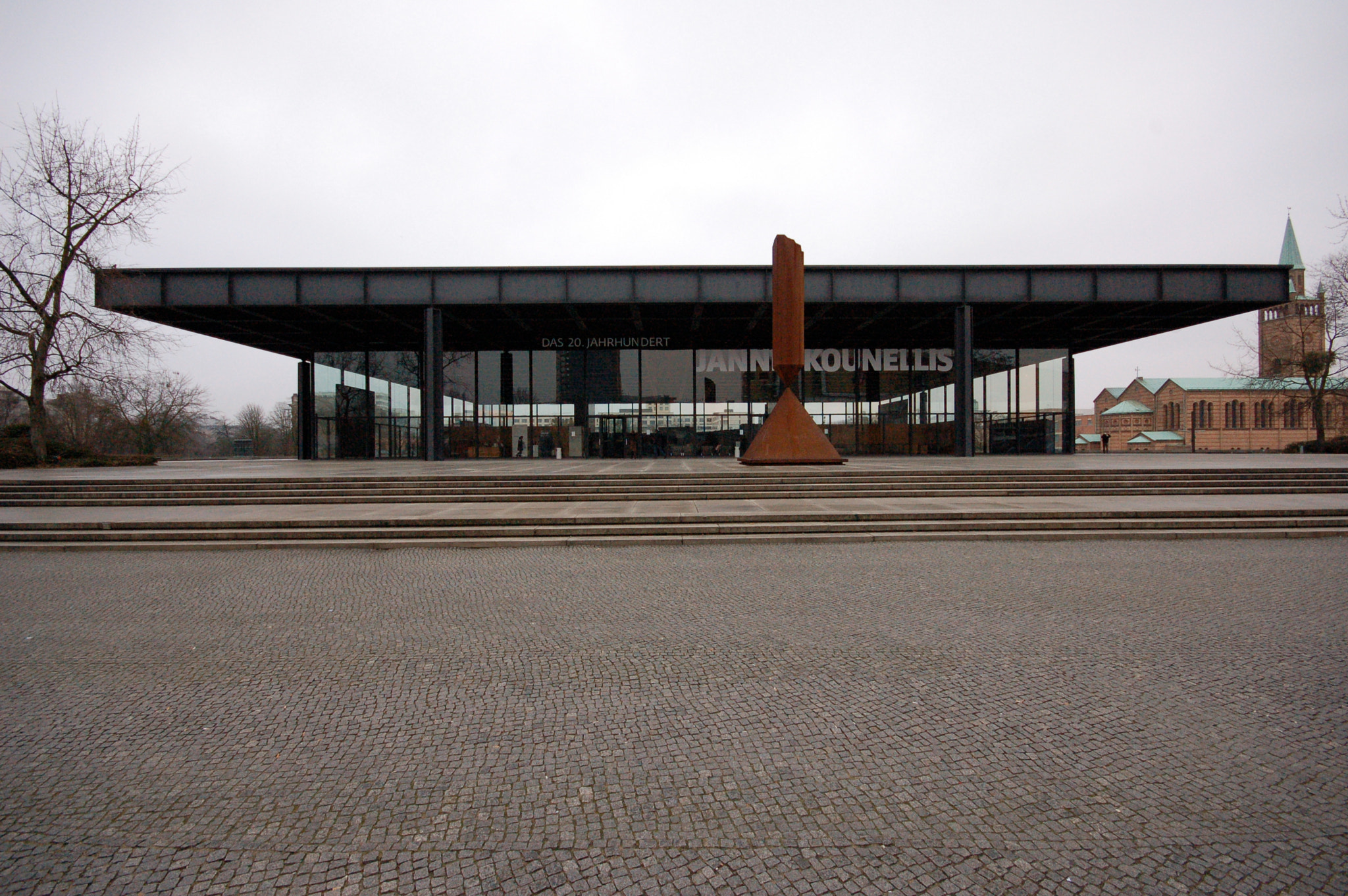
Nowa Galeria Narodowa w Berlinie, arch. Ludwig Mies van der Rohe, 1968